# 日産プリンス青森販売
日産プリンス青森販売株式会社（にっさんプリンスあおもりはんばい）は、青森県青森市に本社を置いていた日産自動車の販売会社。

## 概要
津軽（弘前・五所川原を除く）・三八上北・下北の各地域において、日産社製乗用車の販売などを行っていた。
2024年4月より日産青森販売として営業を継続している。

## 沿革
- 1960年（昭和35年）2月 - 『日産プリンス青森販売』設立。
- 1999年（平成11年）11月 - 「日産サニー青森販売」が合併、『日産サティオ青森』と商号変更。
- 2000年（平成12年） - 経営が、日産直営から岩手日産自動車に移動。
- 2010年10月 - 11年ぶりに再び「日産プリンス青森販売」に商号変更。
- 2024年4月1日 - 同じ岩手日産経営の「青森日産自動車」に合併し解散。2社統合の上、青森日産の商号を「日産青森販売株式会社」に変更し再スタートする。

## 拠点

### 新車拠点
- 本店／青森市新城字福田271
- 三内店／青森市三内字稲元75-5
- 港町店／青森市港町3-6-20
- つくだ店／青森市南佃2-1-3
- 八戸店／八戸市長苗代字二日市6-1
- 類家店／八戸市類家4-10-7
- 城下店／八戸市沼館1-9-22
- 旭ヶ丘店／八戸市新井田字小久保尻16-12
- 十和田店／十和田市三本木字千才森357
- 十和田北店／十和田市洞内字井戸頭144-125
- 三沢店／三沢市三沢字堀口17-444
- むつ店／むつ市仲町16-18
- 下北店／むつ市仲町1-10

### 中古車拠点
- カーパーク青森／青森市新城字福田281-1
- カーパーク三内／青森市三内字稲元75-5

## 青森県内の他の日産ディーラー
- 日産サティオ弘前
  - 弘前日産自動車